# 東京大学文科一類
東京大学文科一類（とうきょうだいがくぶんかいちるい）は、東京大学の科類。略称は文一（ぶんいち）。

## 概要
「法と政治を中心とする社会科学全般の基礎」を主に学ぶ。
旧文科二類、理科一類、理科二類と共に新制東京大学に置かれた科類の一つ。
主な進学先は法学部。
当初は社会科学全般を扱い、学生は法学部のほか経済学部に進んだ。法学部に進学できず経済学部に進んだ者の意欲低下を避けるため、後に経済学部の指定科類枠を持つ文科二類が設立された。なお、旧文科二類は現在の文科三類である。
かつては文科の中では最も難易度が高かったが、近年の官僚や法曹の人気低下により、文科二類、文科三類との差が縮まっており、年度によっては、文科二類、文科三類の合格者最低点を下回ることがある。

## 出身者
入学年と氏名。
- 1950年 若泉敬
- 1951年 秦郁彦
- 1952年 保田博
- 1955年 斎藤次郎
- 1959年 与謝野馨
- 1960年 江田五月、加藤隆俊、天坊昭彦、涌井洋治
- 1961年 中島義雄
- 1963年 入谷盛宣、小椋佳、黒田東彦、寺本泉、伏屋和彦
- 1964年 沖津武晴、仙谷由人、田谷廣明、林正和、平沢勝栄
- 1965年 中島義道
- 1966年 鈴木董
- 1967年 太田述正
- 1970年 川本隆史、杉本和行、村嶋英治
- 1972年 久元喜造、山口那津男
- 1974年 田中一穂、中川昭一
- 1975年 青木一郎、氏兼裕之、香川俊介、木下康司、桑原茂裕、佐藤文俊、永長正士、道盛大志郎
- 1977年 大川浩、乙部辰良、栗生俊一、管啓次郎、富屋誠一郎、中原広、山口二郎、吉田邦彦
- 1978年 上野善晴、片山さつき、伊藤真
- 1979年 村上世彰
- 1980年 岡村健司、廣井良典
- 1981年 中井徳太郎、藤井健志
- 1982年 田島淳志、茶谷栄治
- 1983年 井川意高
- 1984年 伊藤豊、阪田渉、諏訪園健司、角田隆、葉玉匡美
- 1985年 熊谷亮丸、役重眞喜子
- 1986年 江島一彦
- 1989年 岩切紀史
- 1990年 芝崎厚士
- 1993年 尾﨑輝宏、菅野志桜里、島田まどか、田中絵里緒、豊田真由子、藤井良太郎、藤山智博
- 1994年 小林鷹之、土井香苗
- 1996年 石橋晶、大村恵実、笹倉香奈、中條美和、永野仁美、藤澤治奈、吉田武司
- 1997年 飯田明子、大澤彩、大橋さやか、金山藍子、川口真友美、滝澤紗矢子、馬場裕子、前田葉子、七尾藍佳（後期）、初鹿野直美（後期）
- 1998年 井坂和香子、梅村元史、小岩徹郎、永山玲奈、西野太亮、野島梨恵、椋田那津希、淀川詔子
- 1999年 楠城華子、森元みのり
- 2000年 安藤馨
- 2001年 谷口逸生
- 2002年 山口真由
- 2009年 新川帆立（後期）
- 2011年 辻堂ゆめ
- 2016年 渡辺航平
- 2017年 越水遥、鈴木光